# (12022) Hilbert
(12022) Hilbert (1996 XH26) – planetoida z pasa głównego asteroid okrążająca Słońce w ciągu 3,59 lat w średniej odległości 2,34 j.a. Odkryta 15 grudnia 1996 roku.